# Tōkai, Aichi
Tōkai (東海市 (Đông Hải thị) Tōkai-shi) là một thành phố thuộc tỉnh Aichi, Nhật Bản.
Tính đến 2010, thành phố có dân số ước tính 108.068 và mật độ dân số 2.490 người/km². Tổng diện tích là 43.36 km².
Thành phố được thành lập ngày 1 tháng 4 năm 1969.

## Thành phố kết nghĩa
- Yonezawa (Yamagata)
- Kamaishi (Iwate)
- Bursa (Thổ Nhĩ Kỳ)